# Экономика Экваториальной Гвинеи
Экономика Экваториальной Гвинеи традиционно зависела от таких сырьевых товаров, как какао и кофе, но в настоящее время сильно зависит от нефти из-за открытия и разработки значительных нефтяных запасов в 1980-х годах. В 2017 году она выбыла из списка наименее развитых стран, став единственной страной Африки к югу от Сахары, которой удалось его покинуть, помимо Ботсваны.
Однако, несмотря на экономический рост и улучшение инфраструктуры, страна заняла лишь 138-е место из 188 стран в рейтинге индекса человеческого развития ООН в 2015 году, и, несмотря на впечатляющий показатель ВНД, Экваториальная Гвинея по-прежнему страдает от нищеты, поскольку коэффициент Джини в стране составляет 65,0, что является самым высоким результатом во всем мире. После обвала цен на нефть в 2014 году экономика Экваториальной Гвинеи вошла в состояние свободного падения, в результате чего рост пошёл по нисходящей спирали с примерно 15 % до −10 %.
Нефтяные месторождения и иностранные инвестиции помогли сделать Экваториальную Гвинею одним из самых богатых и стабильных государств Африки с 14-м по величине ИЧР, третьем по величине ВВП на душу населения (номинал) в Африке (после Республики Сейшельские Острова и Республики Маврикий) и шестым по величине ВВП на душу населения (ППС) в Африке (после Республики Сейшельские Острова, Республики Маврикий, Ливии, Ботсваны и Габона).
Суммарные запасы энергоносителей страны оцениваются в размере 0,265 млрд тут (в угольном эквиваленте). В 2019 году соответствии с данными UNdata и EEC EAEC производство  органического топлива -  20550 тыс. тут. Общая поставка - 3366 тыс. тут. На преобразование  на электростанциях и отопительных установках  израсходовано  172 тыс. тут или  5,1 % от общей поставки. Установленная мощность – нетто электростанций 554 МВт, в том числе: тепловые электростанции, сжигающие органическое топливо (ТЭС) - 40,1%  ,  возобновляемые источники энергии (ВИЭ) - 59,9%.   Производство электроэнергии-брутто - 750   млн. кВт∙ч , в том числе:  ТЭС - 73,3 %  , ВИЭ - 26,7 % .   Конечное  потребление  электроэнергии  -    635 млн. кВт∙ч, из которого: промышленность - 32,3 %, бытовые потребители -  32,6 %, коммерческий сектор и предприятия общего пользования - 30,7 %, прочие - 4,4 %. Показатели энергетической эффективности за 2019 год: душевое потребление валового внутреннего продукта по паритету покупательной способности (в номинальных ценах) - 19225 долларов, душевое (валовое) потребление электроэнергии - 467 кВт∙ч, душевое потребление электроэнергии населением - 152 кВт∙ч. Число часов использования установленной мощности-нетто электростанций - 1354 часов

## Обзор экономики

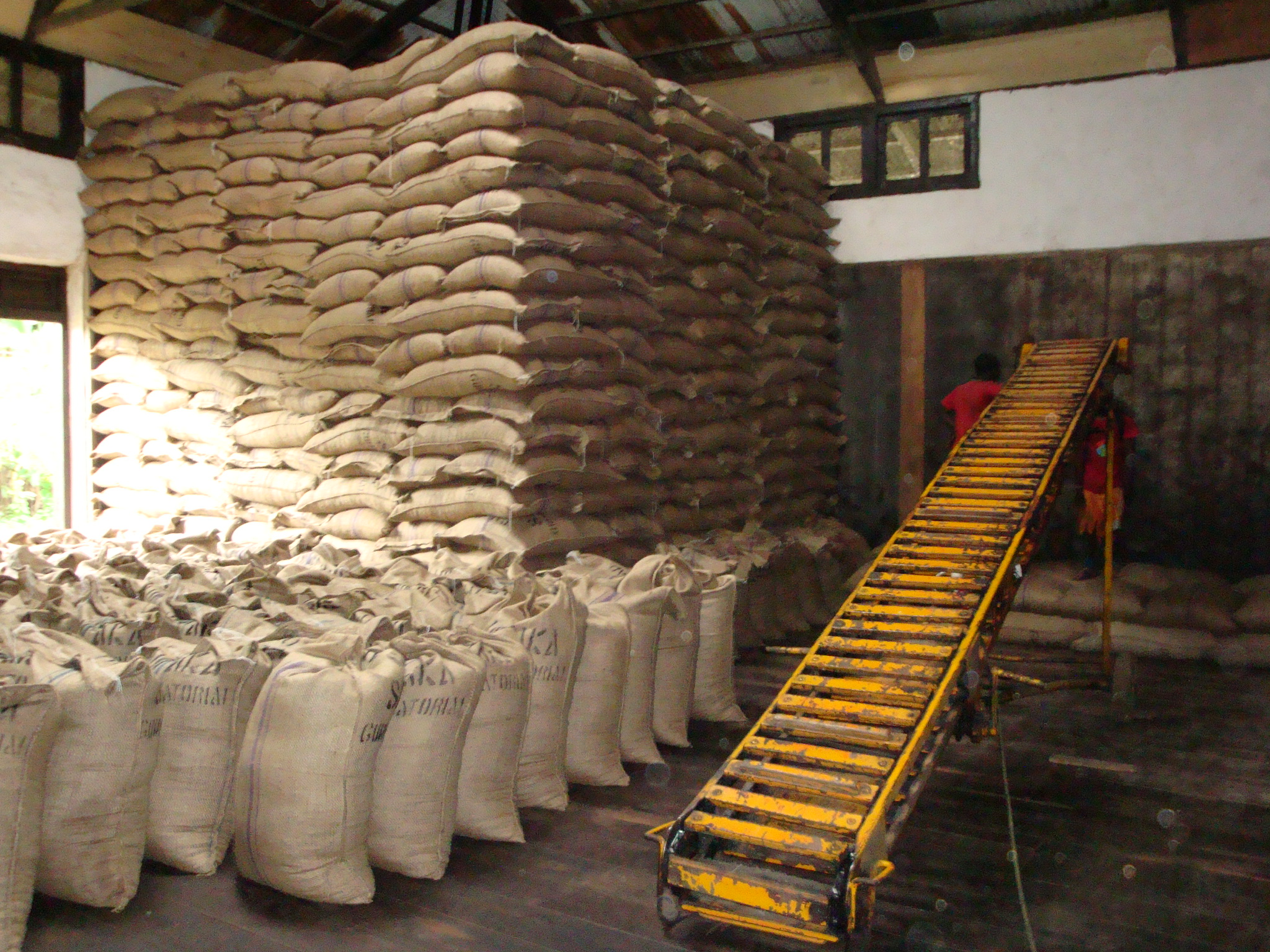
Какао-фабрика (2008 г.)

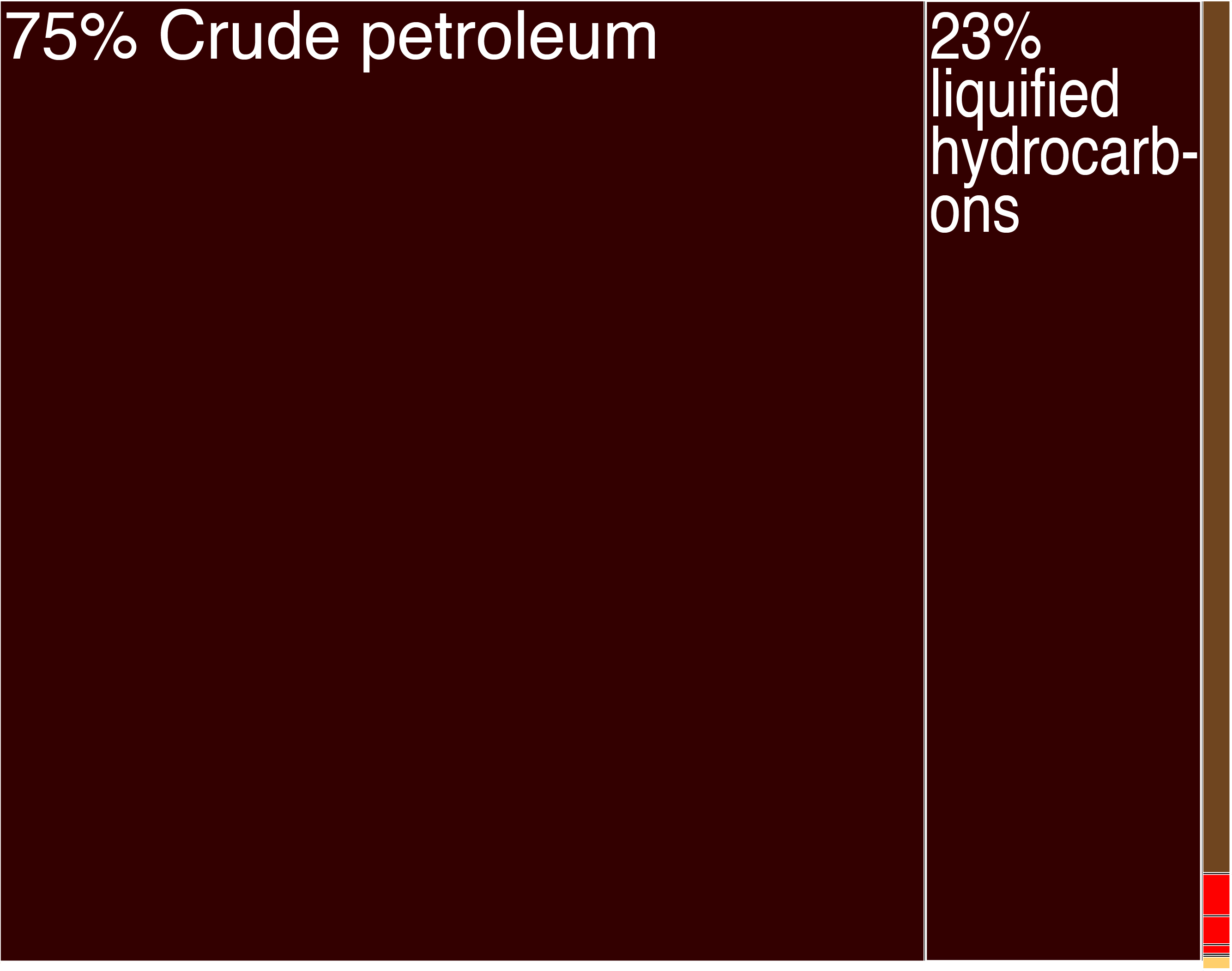
Схема экспорта Экваториальной Гвинеи (2009 г.)

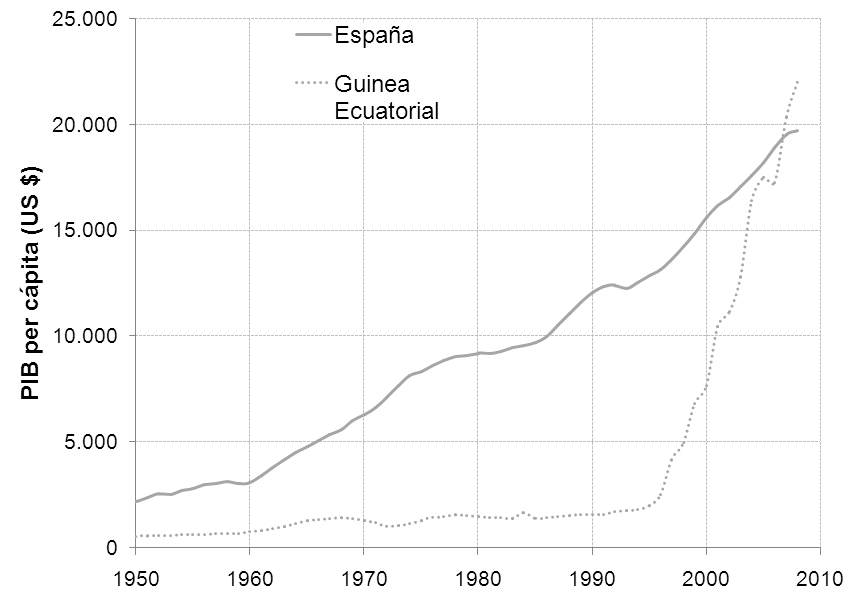
Сравнение ВВП на душу населения Экваториальной Гвинеи и Испании, бывшей колониальной державы в этом районе, по данным А. Мэддисона (Население мира, ВВП и ВВП на душу населения, 1-2010 г. н. э.).

До обретения независимости Экваториальная Гвинея рассчитывала на доходы от производства какао в твердой валюте. В 1959 году страна имела самый высокий доход на душу населения в Африке, который она имеет до сих пор, после нескольких десятилетий пребывания в качестве одной из самых бедных стран мира.
Открытие крупных запасов нефти в 1996 году и их последующая разработка способствовали резкому увеличению государственных доходов. По состоянию на 2004 год, Экваториальная Гвинея была третьим по величине производителем нефти в странах Чёрной Африки. Добыча нефти в регионе тогда выросла до 360 000 баррелей/день, по сравнению с 220 000 баррелей/день всего двумя годами ранее.
Лесное и сельское хозяйство и рыболовство также являются основными компонентами ВВП. Преобладает натуральное хозяйство. Несмотря на то, что до обретения независимости Экваториальная Гвинея рассчитывала на доходы от производства какао в твердой валюте, пренебрежение сельской экономикой при сменявших друг друга режимах уменьшило потенциал роста за счет сельского хозяйства. Однако правительство заявило о своём намерении реинвестировать часть доходов от нефти в сельское хозяйство. Ряд программ помощи, спонсируемых Всемирным банком и МВФ, были прекращены с 1993 года из-за коррупции и бесхозяйственности. Правительство, больше не имеющее права на льготное финансирование из-за больших доходов от нефти, безуспешно пыталось договориться о «теневой» программе финансового управления со Всемирным банком и МВФ . Предприятия, по большей части, принадлежат государственным чиновникам и членам их семей. Неосвоенные природные ресурсы включают титан, железную руду, марганец, уран и россыпное золото (см. Добыча в Экваториальной Гвинее). Рост экономики оставался сильным в 2005 и 2006 годах, главным образом за счет нефти.

## Более глубокий анализ
Экспорт нефти и газа значительно увеличился и будет стимулировать экономику на долгие годы. Рост реального ВВП достиг 23 % в 1999 г., а первоначальные оценки предполагали рост около 15 % в 2001 г., согласно прогнозу МВФ на 2001 г. Доход на душу населения вырос примерно с 1000 долларов в 1998 году до примерно 2000 долларов в 2000 году. За столь быстрый рост ответственен сектор экспорта энергии. Добыча нефти увеличилась с 81 000 баррелей/день до 210 000 баррелей/день период с 1998 г. по начало 2001 г. Продолжается дополнительная разработка существующих коммерчески жизнеспособных месторождений нефти и газа, а также ведутся новые разведочные работы на других морских концессиях.
В Экваториальной Гвинее есть и другие в значительной степени неосвоенные человеческие и природные ресурсы, в том числе тропический климат, плодородные почвы, богатые водные просторы, глубоководные порты и неиспользованный, хотя и неквалифицированный, источник рабочей силы. После обретения независимости в 1968 году страна в течение 11 лет страдала от репрессивной диктатуры, которая разрушила экономику. Сельскохозяйственный сектор, исторически славившийся какао высочайшего качества, так и не восстановился полностью. В 1969 году Экваториальная Гвинея произвела 36 161 тонну какао с высокой ценой, но в 2000 году производство упало до 4 800 тонн. Производство кофе также резко упало в этот период и в 2000 году восстановилось до 100 000 метрических тонн. Древесина является основным источником иностранной валюты после нефти, на её долю приходилось около 12,4 % общих экспортных поступлений в 1996—1999 годах. Производство древесины неуклонно росло в течение 1990-х годов; экспорт древесины достиг рекордных 789 000 кубических метров в 1999 году, поскольку спрос в Азии (в основном в Китае) увеличился после экономического кризиса 1998 года. Большая часть продукции (в основном Окуме) идёт на экспорт, и только 3 % перерабатывается на месте. Экологи опасаются, что эксплуатация на этом уровне является неустойчивой, и указывают на необратимый ущерб, уже нанесенный лесным запасам Биоко.
По данным BEAC, инфляция потребительских цен снизилась с 38,8 % в 1994 году после девальвации франка КФА до 7,8 % в 1998 году и 1,0 % в 1999 году. Потребительские цены выросли примерно на 6 % в 2000 году, согласно первоначальным оценкам, имелись также неподтверждённые данные об ускорении инфляции цен в 2001 году.
Политика Экваториальной Гвинеи, как это определено законом, включает открытый инвестиционный режим. Качественные ограничения на импорт, нетарифная защита и многие требования по лицензированию импорта были сняты, когда в 1992 году правительство приняло программу государственных инвестиций, одобренную Всемирным банком. Правительство Республики Экваториальная Гвинея продало несколько государственных предприятий. Это было попыткой создать более благоприятный инвестиционный климат. Инвестиционный кодекс страны содержит многочисленные стимулы для создания рабочих мест, обучения, продвижения нетрадиционного экспорта, поддержки проектов развития и участия местного капитала, свободы репатриации прибыли, освобождения от определённых налогов, а также другие преимущества. Торговые правила были дополнительно либерализованы после введения в 1994 году налога с оборота ICN в соответствии с кодексами налоговой и таможенной реформы Центральной Африки. Реформа включала отмену квотных ограничений и сокращение диапазона и размеров тарифов. Страны CEMAC согласились заменить ICN налогом на добавленную стоимость (НДС) в 1999 году.
В то время как законы о бизнесе способствуют либерализации экономики, бизнес-климат остается сложным. Применение законов остается избирательным. Коррупция среди чиновников широко распространена, и многие коммерческие сделки заключаются при непрозрачных обстоятельствах.
Промышленности в стране мало, а местный рынок промышленной продукции невелик. Правительство стремится расширить роль свободного предпринимательства и поощрять иностранные инвестиции, но ему так и не удалось создать атмосферу, способствующую интересу инвесторов.
Бюджет Экваториальной Гвинеи значительно вырос за последние 3 года, поскольку отчисления и налоги на добычу нефти и газа иностранными компаниями предоставили новые ресурсы некогда бедному правительству. Бюджет на 2001 год предусматривал доходы в размере около 154 миллиардов франков КФА (154 GCFAF) (около 200 миллионов долларов США), что примерно на 50 % выше уровня 2000 года. Доходы от нефти составляют около двух третей государственных доходов, а НДС и торговые налоги являются другими крупными источниками доходов.
Планировалось, что в 2001 году государственные расходы достигнут 158 миллиардов франков КФА, что примерно на 50 % выше уровня 2000 года. Новые инвестиционные проекты составляли около 40 % бюджета, а выплаты по персоналу, а также внутреннему и внешнему долгу составляли около одной трети запланированных расходов.
С 1991 года правительство Экваториальной Гвинеи провело ряд реформ, направленных на снижение его доминирующей роли в экономике и содействовало развитию частного сектора. Роль правительства уменьшается, хотя многие взаимодействия правительства с частным сектором временами носят своенравный характер. Начиная с начала 1997 года, правительство предприняло усилия по привлечению значительного участия частного сектора посредством визита Корпоративного совета по Африке и многочисленных усилий министерств. В 1998 году правительство приватизировало распределение нефтепродуктов . С этого времени в стране появились станции Total и Mobil. Правительство выразило заинтересованность в приватизации устаревшей электроэнергетической компании. Французская компания предоставляет услуги сотовой связи в сотрудничестве с государственным предприятием. Правительство заинтересовано в увеличении инвестиций США, и президент Обианг трижды посещал США в период с 1999 по 2001 год, чтобы стимулировать больший интерес корпораций США. Инвестиции в сельское хозяйство, рыболовство, животноводство и туризм входят в число секторов, на которые правительство хотело бы нацелиться.
Ситуация с платежным балансом Экваториальной Гвинеи существенно улучшилась с середины 1990-х годов благодаря новой добыче нефти и газа и благоприятным мировым ценам на энергоносители. Экспорт составил около 915 миллиардов франков КФА в 2000 году (1,25 миллиарда долларов США) по сравнению с 437 миллиардами франков КФА (700 миллионов долларов США) в 1999 году. Экспорт сырой нефти составлял более 90 % экспортных поступлений в 2000 г. Напротив, в 2000 г. экспорт древесины составлял лишь около 5 % экспортных доходов. Дополнительная добыча нефти, которая была в 2001 году, в сочетании с экспортом газообразного метанола с нового завода CMS-Nomeco должна существенно увеличить экспортные поступления.
Импорт в Экваториальную Гвинею также растет очень быстро. Импорт составил 380 миллиардов франков КФА (530 миллионов долларов США) по сравнению с 261 миллионом франков КФА (420 миллионов долларов США) в 1999 году. В 2000 г. на импорт оборудования, используемого в нефтегазовом секторе, приходилось около трех четвертей импорта. Импорт капитального оборудования для государственных инвестиционных проектов достиг 30 миллиардов франков КФА в 2000 году, что на 40 % больше, чем в 1999 году.
Согласно данным BEAC, объём внешнего долга Экваториальной Гвинеи составлял примерно 69 миллиардов франков КФА (100 миллионов долларов США) в 2000 году, что немного меньше, чем объём долга в 1999 году. Коэффициент обслуживания долга Экваториальной Гвинеи упал с 20 % ВВП в 1994 г. до всего 1 % в 2000 г. Валютные резервы немного увеличивались, хотя они были относительно низкими с точки зрения покрытия импорта. По условиям зоны франка КФА часть этих резервов хранится на счету в Министерстве финансов Франции.
Экваториальная Гвинея в 1980-х и 1990-х годах получала иностранную помощь от многочисленных двусторонних и многосторонних доноров, включая европейские страны, США и Всемирный банк. Многие из этих программ помощи полностью прекратились или сократились. Испания, Франция и Европейский союз продолжают оказывать некоторую помощь в реализации проектов, как и Китай и Куба. Правительство также обсуждало сотрудничества со Всемирным банком для развития государственного административного потенциала.
Экваториальная Гвинея действовала в рамках Расширенного фонда структурной перестройки (ESAF), согласованного с МВФ, до 1996 года. С тех пор не было никаких официальных соглашений или договоренностей. Международный валютный фонд проводил консультации по Статье IV (периодические страновые оценки) в 1996, 1997 и в августе 1999 года. После консультаций 1999 года директора МВФ подчеркнули, что Экваториальной Гвинее необходимо установить более строгую финансовую дисциплину, подотчетность и более прозрачное управление ресурсами государственного сектора, особенно доходами энергетического сектора. Должностные лица МВФ также подчеркнули необходимость экономических данных. В 1999 году правительство Экваториальной Гвинеи начало попытки выполнить требования МВФ, поддерживая контакты с представителями МВФ и Всемирного банка. Однако вновь обретённое нефтяное богатство позволило правительству избежать улучшения фискальной дисциплины, прозрачности и подотчетности.

## Инфраструктура
Инфраструктура, как правило, старая и находится в плохом состоянии. Наземный транспорт в настоящее время крайне ограничен: дороги с твердым покрытием имеют протяжённость немногим более 700 км. Африканский банк развития помогает улучшить асфальтированные дороги от Малабо до Лубы и Риабы; Китайцы реализуют проект по соединению Монгомо с Батой на материке, а Европейский союз финансирует межгосударственную сеть дорог, связывающую Экваториальную Гвинею с Камеруном и Габоном. Содержание дорог часто не отвечает требованиям.
Электричество доступно в крупных городах Экваториальной Гвинеи благодаря трём небольшим перегруженным гидроэлектростанциям и ряду устаревших генераторов. В 1999 году национальное производство составляло около 13 МВтч. В Малабо американская компания CMS-Nomeco построила электростанцию мощностью 10 МВт, финансируемую правительством, которая была введена в эксплуатацию в середине 2000 года, и планы по удвоению мощности находятся в стадии реализации. Этот завод обеспечивает улучшенное обслуживание столицы, хотя время от времени всё ещё случаются отключения. На материке в крупнейшем городе Бата до сих пор регулярно отключают электричество. С 2012 года осуществляется строительство ГЭС Сендже, которая будет самой большой среди всех генерирующих мощностей страны.
Вода доступна только в крупных городах и не всегда надёжна из-за плохого обслуживания и бесхозяйственности. Некоторые деревни и сельские районы оснащены генераторами и водяными насосами, обычно принадлежащими частным лицам.
Parastatal Getesa, совместное предприятие с миноритарным пакетом акций, принадлежащим французской дочерней компании Orange, предоставляет телефонные услуги в крупных городах. Обычная система перегружена, но Orange представила популярную систему GSM, которая в целом надёжна в Малабо и Бате.
В Экваториальной Гвинее есть два самых глубоководных атлантических морских порта в регионе, в том числе главный деловой и торговый портовый город Бата. Порты Малабо и Баты сильно перегружены и требуют капитального ремонта и ремонта. Британская компания Incat совместно с правительством осуществляет проект по реконструкции и расширению Любы, третьего по величине порта страны, расположенного на острове Биоко. Правительство надеется, что Луба станет крупным транспортным узлом для морских нефтегазовых компаний, работающих в Гвинейском заливе. Луба расположена примерно в 50 километрах от Малабо и практически не использовалась, за исключением незначительной рыбалки и периодического использования для уменьшения заторов в Малабо. Новый причал также строится на 5 км пути из Малабо в аэропорт. Этот проект в основном предназначен для обслуживания нефтяной промышленности, но также может разгрузить перегруженный порт Малабо из-за его близости. Нефтяной причал на 5 км должен был открыться в конце марта 2003 года. Риаба — другой порт любого масштаба на Биоко, но он менее активен. Континентальные порты Мбини и Кого также пришли в упадок и в настоящее время используются в основном для лесозаготовок.
Между двумя городами Малабо и Бата имеется как воздушное, так и морское сообщение. По состоянию на 2002 год, несколько устаревающих самолётов советской постройки составляли национальный воздушный флот. С тех пор большинство самолётов советской постройки были заменены на ATR и Boeing. Взлетно-посадочная полоса в Малабо (3200м) оборудована огнями и может обслуживать самолёты, подобные Boeing 777 и Ильюшин Ил-76. Аэропорт в Бате (2400 м), не работает в ночное время, но может принимать такие большие самолёты, как Boeing 737. Их основными пользователями являются национальная авиакомпания (EGA) и частная компания (GEASA). Две второстепенные взлетно-посадочные полосы (800 м) расположены в Монгомо и Аннобон. Есть международные рейсы из Малабо в Мадрид и Цюрих в Европе, а также в Котону, Дуалу и Либревиль в Западной Африке.

## Добывающая промышленность
После медленного старта Экваториальная Гвинея (по состоянию на 2002 г.) стала крупным производителем нефти в Гвинейском заливе, одном из самых перспективных углеводородных регионов мира. Основные нефтяные месторождения, Зафиро и Альба, находятся на шельфе острова Биоко. В 1999 г. добыча нефти примерно в пять раз превысила уровень 1996 г.; Месторождение Зафиро, управляемое ExxonMobil и Ocean Energy, производило около 100 000 баррелей/день, а CMS Nomeco добывала около 6 700 баррелей/день. В 2002 году добыча составляла почти 200 000 баррелей в сутки.
В 1995 году Mobil (теперь ExxonMobil) открыла крупное месторождение Зафиро с оценочными запасами в 400 000 000 баррелей в сутки. Производство началось в 1996 году. Компания объявила о трехлетней программе быстрого развития стоимостью 1 миллиард долларов США для увеличения добычи до 130 000 баррелей в сутки к началу 2001 г. Продвижение было отложено из-за разногласий по контракту с правительством и неожиданно сложной геологии. Разногласия с правительством в конце концов разрешились.
В 1998 г. были введены более либеральные правила регулирования и распределения прибыли в отношении деятельности по разведке и добыче углеводородов. Он пересмотрел и обновил контракт о разделе продукции, который до этого был в значительной степени благоприятен для западных операторов. В результате внутренние поступления от нефти выросли с 13 % до 20 % от доходов от экспорта нефти. Однако доля государства по международным стандартам остается относительно низкой.
В 1997 году CMS Nomeco расширила свою деятельность, запустив завод по производству метанола стоимостью 300 миллионов долларов США. Завод был введен в эксплуатацию в 2000 году и помог увеличить добычу природного газового конденсата на месторождении Альба.
В августе 1999 г. правительство закрыло торги по новому раунду лицензирования добычи нефти на 53 неисследованных глубоководных блоках и семи мелководных блоках. Ответ был небольшим из-за сочетания факторов, включая падение цен на нефть, реструктуризацию в нефтяной отрасли и неопределенность в отношении недемаркированной морской границы с Нигерией (которая не была решена до 2000 г.).
В конце 1999 года компания Triton Energy, независимая американская компания, открыла Ла-Сейба в блоке G в совершенно новом районе у берегов материковой части страны. Triton ожидала, что программа разработки стоимостью 200 миллионов долларов США позволит Ла-Сейбе и связанным с ней месторождениям производить 100 000 баррелей в сутки к концу 2001 года, несмотря на разочарования и технические проблемы в начале года.
В связи с ростом цен на нефть в 2000 г. активизировались разведочные работы. В апреле 2000 года американская компания Vanco Energy подписала контракт о разделе продукции на морском блоке Corisco Deep. В мае 2000 года Chevron получила блок L на шельфе Рио-Муни, а ещё три контракта о разделе продукции (блоки J, I и H) были подписаны с нигерийской компанией Atlas Petroleum.
В начале 2001 года правительство объявило о планах создания национальной нефтяной компании, что позволит Экваториальной Гвинее увеличить свою долю в этом секторе и способствовать более быстрой передаче навыков. Однако критики опасаются, что такая компания может стать средством непрозрачной отчетности и инерции, которые препятствуют развитию в соседних странах, включая Анголу, Камерун и Нигерию.
С 2001 года правительство создало GEPEtrol, национальную нефтяную компанию; и Sonagas, национальная газовая компания. Компания EG LNG была создана для строительства и эксплуатации завода и терминала СПГ на острове Биоко. Завод начал работать в мае 2007 года, и в настоящее время работает второй завод. в разработке.
Экваториальная Гвинея стала членом ОПЕК в мае 2017 года.

## Данные
В нижеследующей таблице представлены основные экономические показатели за 1980—2017 гг.
| Год                                      | 1980 г.   | 1985 г.   | 1990 г.   | 1995 г.   | 2000 г.   | 2005 г.    | 2006 г.    | 2007 г.    | 2008 г.    | 2009 г.    | 2010       | 2011       | 2012       | 2013       | 2014       | 2015       | 2016       | 2017        |
| ---------------------------------------- | --------- | --------- | --------- | --------- | --------- | ---------- | ---------- | ---------- | ---------- | ---------- | ---------- | ---------- | ---------- | ---------- | ---------- | ---------- | ---------- | ----------- |
| ВВП в долларах (ППС)                     | 0,09 млрд | 0,15 млрд | 0,19 млрд | 0,45 млрд | 6,20 млрд | 21,56 млрд | 23,48 млрд | 27,79 млрд | 33,38 млрд | 34,09 млрд | 31,43 млрд | 34,17 млрд | 37,68 млрд | 36,71 млрд | 37,22 млрд | 34,09 млрд | 31,18 млрд | 30,35 млрд. |
| ВВП на душу населения в долларах (ППС)   | 412       | 482       | 498       | 1020      | 11 981    | 35 721     | 37 785     | 43 454     | 50 732     | 50 363     | 45 141     | 47 719     | 51 187     | 48 499     | 47 701     | 42 648     | 37 985     | 36 017      |
| Рост ВВП (реальный)                      | 4,8 %     | 12,9 %    | 2,5 %     | 26,5 %    | 112,1 %   | 8.2 %      | 5.7 %      | 15,3 %     | 17,8 %     | 1,3 %      | −8,9 %     | 6,5 %      | 8.3 %      | −4,1 %     | −0,7 %     | −9,1 %     | −9,7 %     | −4,4 %      |
| Государственный долг(В процентах от ВВП) | 146 %     | 184 %     | 157 %     | 137 %     | 37 %      | 3 %        | 1 %        | 1 %        | 0 %        | 4 %        | 8 %        | 7 %        | 7 %        | 7 %        | 13 %       | 36 %       | 48 %       | 43 %        |